# Olvera (kommunhuvudort)
Olvera är en kommunhuvudort i Spanien.   Den ligger i provinsen Provincia de Cádiz och regionen Andalusien, i den södra delen av landet, 400 km söder om huvudstaden Madrid. Olvera ligger 590 meter över havet och antalet invånare är 8 515.
Terrängen runt Olvera är huvudsakligen kuperad, men åt nordväst är den platt.Runt Olvera är det ganska tätbefolkat, med 54 invånare per kvadratkilometer. Olvera är det största samhället i trakten. Trakten runt Olvera består till största delen av jordbruksmark.